# Grosser Rat (Appenzell Innerrhoden)

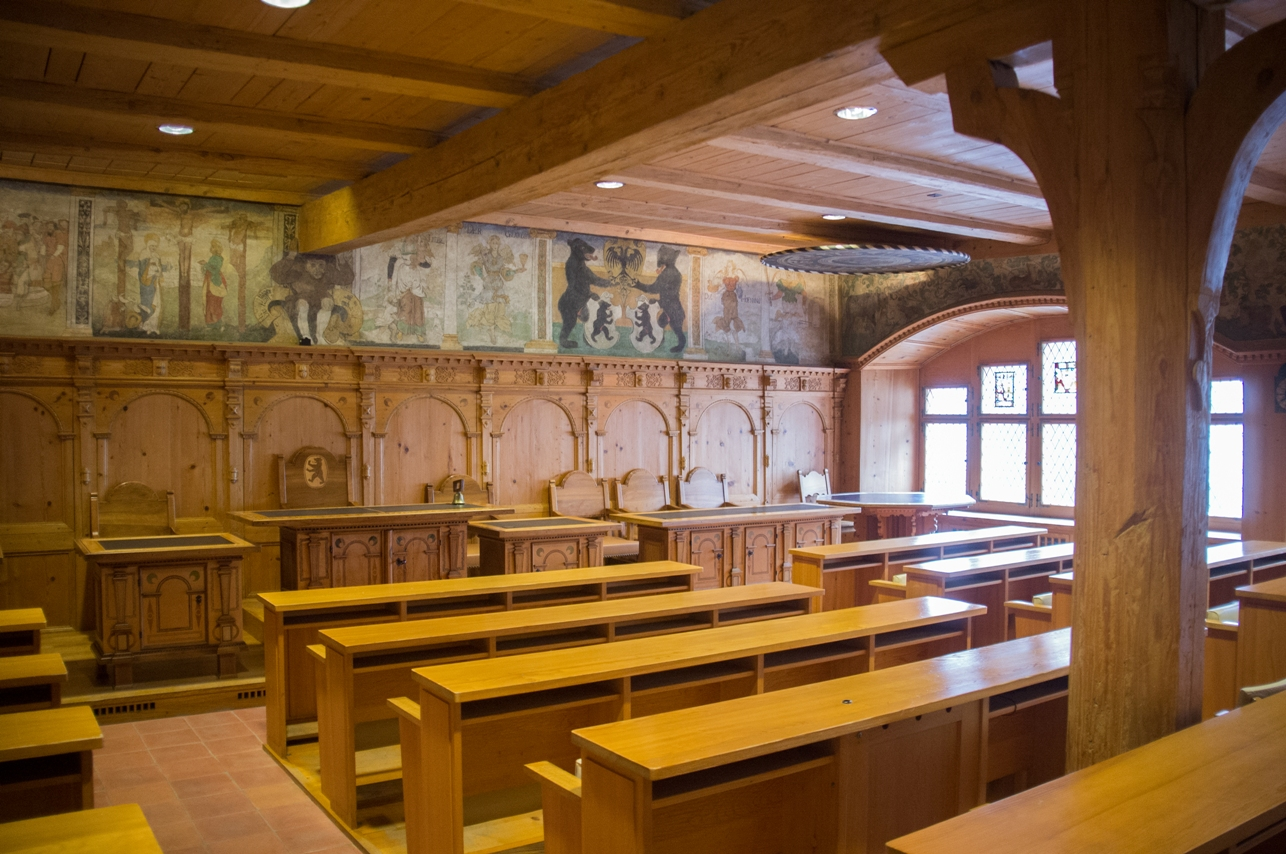
Grossratssaal in Appenzell

Der Grosse Rat des Kantons Appenzell Innerrhoden ist das Kantonsparlament des schweizerischen Kantons Appenzell Innerrhoden. Er hat seinen Sitz an der Marktgasse 2 in Appenzell und tritt jährlich fünfmal zusammen. Die Zahl seiner Mitglieder liegt seit 2015 unveränderlich bei 50.

## Aufgaben
Laut Kantonsverfassung ist im Kanton Appenzell Innerrhoden die Landsgemeinde die oberste Behörde (Art. 19 Kantonsverfassung). Ihr obliegt es, in der Regel einmal im Jahr, über Gesetzesentwürfe zu entscheiden (obligatorisches Referendum) sowie die Mitglieder der Standeskommission (Kantonsregierung) und des Kantonsgerichtes zu wählen (Art. 20 Kantonsverfassung).
Der Grosse Rat arbeitet Gesetzesentwürfe und Verfassungsentwürfe aus, welche dann der Landsgemeinde zur Abstimmung vorgelegt werden, und prüft Anträge, welche etwa von der Standeskommission, anderen Behörden oder einzelnen Stimmberechtigten zur Erledigung durch den Grossen Rat oder die Landsgemeinde gestellt wurden (Art. 26 Kantonsverfassung). Er bestimmt sodann die Geschäftsordnung der Landsgemeinde.
Da das Verabschieden von Gesetzen ein entsprechend aufwendiger Prozess ist, wird der Grosse Rat in der Regel in den Gesetzen dazu ermächtigt, Verordnungen und Reglemente zur Durchführung der Gesetze zu verabschieden, da diese keiner Abstimmungspflicht unterliegen (Art. 27 Kantonsverfassung). Ebenfalls entscheidet der Grosse Rat über den Beitritt zu Konkordaten oder deren Kündigung, legt die Grenzen der Bezirke und Gemeinden fest, entscheidet über Begnadigungsgesuche im Rahmen der vom Gesetz vorgesehenen Fälle und erteilt Landrecht (Art. 28 Kantonsverfassung). Zudem ist er zuständig für die Überwachung der Behörden im Kanton. So prüft und genehmigt er beispielsweise die Staatsrechnung (Art. 29 Kantonsverfassung).
Gemäss Artikel 7 der Kantonsverfassung besteht für jeden Stimmberechtigten das Initiativrecht. Eine solche Initiative muss bis 1. Oktober eines Jahres an den Grossen Rat eingereicht werden, um bei der nächsten Landsgemeinde unterbreitet werden zu können.
Ausgabenbeschlüsse in einmaliger Höhe ab 1'000'000 Franken müssen vom Volk abgesegnet werden, ebenso während mindestens fünf Jahren wiederkehrende Ausgaben in Höhe ab 200'000 Franken (Finanzreferendum). Dem fakultativen Referendum unterstehen einmalige Ausgaben ab 250'000 Franken oder während mindestens fünf Jahren wiederkehrende Ausgaben in Höhe ab 50'000 Franken. Ein solches Referendum muss innerhalb von dreissig Tagen von 200 Stimmbürgern unterzeichnet werden. Ausgaben zur Besoldung des Staatspersonals sind dem fakultativen Referendum jedoch entzogen (Art. 7ter Kantonsverfassung).
Als Wahlbehörde wählt der Grosse Rat die Mitglieder des Jugendgerichts (Art. 6 Gerichtsorganisationsgesetz).

## Geschäftsordnung
Fünf Sessionen pro Jahr schreibt die Verfassung vor. Zur Juni-Session wählt der Grosse Rat seinen Präsidenten, den Vizepräsidenten und drei Stimmenzähler für die Dauer von einem Jahr (Art. 29bis). Eine Wiederwahl ist möglich, wenn man in der Rangordnung aufsteigt, der Präsident ist nicht wiederwählbar (Art. 8 Geschäftsreglement des Grossen Rates (GGR)). Nach einer Neuwahl wird die konstituierende Sitzung vom ältesten anwesenden Grossratsmitglied geleitet (Art. 6 GGR). Als beschlussfähig gilt der Grosse Rat, wenn die Mehrheit seiner Mitglieder anwesend ist (Art. 14 GGR).
Für die Annahme eines Antrages oder einer Vorlage gilt die relative Mehrheit, sofern die Verfassung nichts anderes gebietet. Abstimmungen im Grossen Rat erfolgen per Handheben, sofern keine geheime Abstimmung beschlossen wurde. Auf die Stimmenauszählung kann bei offensichtlichem Mehr verzichtet werden, wenn dies nicht ausdrücklich von einem Mitglied verlangt wird oder das Resultat für das Landsgemeindemandat benötigt wird (Art. 28 GGR). Bei Wahlen von Vertretern für Kommissionen und andere Ämter hingegen gilt als gewählt, wer die absolute Mehrheit auf sich vereint (Art. 29 GGR).
Für den Grossen Rat von Appenzell Innerrhoden gilt die Besonderheit, dass auf eine Anlobung oder Vereidigung eines Neumitgliedes verzichtet wird, im Gegensatz zu fast allen anderen Kantonsparlamenten. Einzig im Kanton Basel-Stadt wird auf ein solches Gelöbnis ebenfalls verzichtet.
Für die Entschädigung von Staatsangestellten gilt im Kanton Appenzell Innerrhoden die Behördenverordnung. Der Grossratspräsident erhält zunächst eine jährliche feste Entschädigung von 3'100 Franken. Für sämtliche Ratsmitglieder gibt es ein Sitzungsgeld von 80 Franken für einen halben und 160 Franken für einen ganzen Tag. Der Präsident erhält einen Zuschlag von 20 Franken je Halbtag.
Bis 1995 amtierte der Landammann (Regierungspräsident) zugleich als Präsident des Grossen Rates.

## Mitglieder
Mit einer 2011 beschlossenen Verfassungsänderung wurde die Anzahl der Mitglieder des Grossen Rates auf 50 festgelegt; diese Regelung fand erstmals so bei den Erneuerungswahlen 2015 Anwendung. Neu gilt, dass jeder Bezirk Anspruch auf mindestens vier Sitze hat unter Anrechnung von 4⁄50 der Einwohnerzahl. Die verbleibenden 26 Sitze werden proportional den Restbevölkerungsanteilen zugewiesen, unter Abrundung von Bruchteilen. Restmandate werden den Bezirken nach Grösse der abgerundeten Bruchteile zugewiesen. Grundlage bildet die Einwohnerzahl der kantonalen Einwohnerkontrolle am letzten Tag des Vorjahres zur Erneuerungswahl (Art. 22 Kantonsverfassung).
Bis zur Legislaturperiode 2011–2015 galt die Regelung, dass jeder Bezirk (politische Gemeinde) pro 300 Einwohner einen Abgeordneten in den Grossen Rat wählte. Bei einem Rest von mehr als 150 wurde ein weiteres Mitglied gewählt. Massgebend war für die alte Regelung das Ergebnis der jeweils letzten Volkszählung, die Zahl der Abgeordneten konnte sich also nach jedem neuen Volkszählungsergebnis ändern.
Bis 1995 waren die damals neun Mitglieder der Standeskommission (Kantonsregierung) stimmberechtigte Mitglieder des Grossen Rates.

## Wahlkreise
Die Wahlkreisgrenzen entsprechen den Grenzen der fünf Bezirke im Kanton. Stand 2023 waren die Mandate wie folgt auf die Bezirke verteilt:
| Bezirk         | Einwohner (2022) | Mandate |
| -------------- | ---------------- | ------- |
| Appenzell      | 5864             | 18      |
| Schwende-Rüte  | 6050             | 18      |
| Oberegg        | 1928             | 6       |
| Gonten         | 1466             | 4       |
| Schlatt-Haslen | 1108             | 4       |